# Comitat al unui stat al Statelor Unite ale Americii

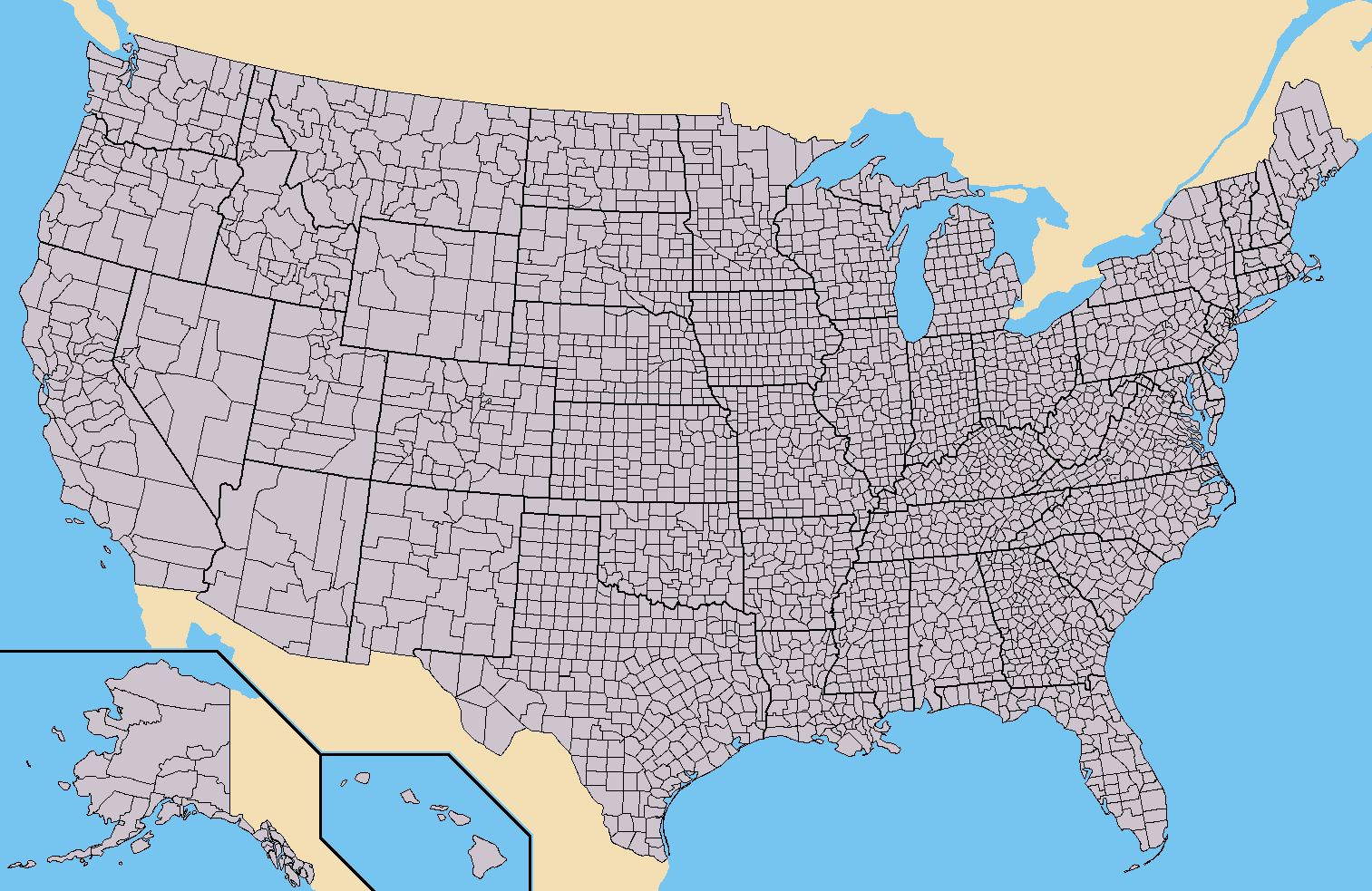
Harta Statelor Unite ale Americii, indicând toate cele 50 de state ale Uniunii, divizate la rândul lor în comitate.

Un comitat al unui stat al Statelor Unite ale Americii, sau, pe scurt, comitat al Statelor Unite ale Americii, sau doar comitat al SUA, conform cuvântului county, este o unitate locală de guvernare, o suddiviziune teritorială administrativă de ordin doi, întotdeauna mai mică decât un stat al Statelor Unite ale Americii, dar, de cele mai multe ori, mai mare decât un oraș sau municipiu, și care se găsește pe suprafața unui stat sau al unui teritoriu al Statelor Unite ale Americii. 
Cuvântul county (a cărui traducere în spiritul limbii române și a semnificației inițiale de unitate administrativă, condusă de către un comite, este comitat) este folosit în 48 din cele 50 state, cu excepția statelor Alaska, care folosește cuvântul borough, a cărui traducere aproximativă ar fi district, și Louisiana care folosește termenul de parish, a cărui traducere aproximativă ar fi parohie (deși nu are nici o conotație religioasă).

## Utilizarea noțiunii
Incluzând Alaska și Louisiana, există un total de 3.077 de comitate în Statele Unite, sau, conform United States Census Bureau, care consideră numărul comitatelor plus echivalentul acestora (în statul Virginia există 39 de orașe independente), numărul lor total este de 3.141 (considerând orașele independente și entitățile consolidate oraș-comitat). Aceste numere reprezintă o medie de 61, respectiv aproape 63, de comitate pentru fiecare stat, deși numărul real de comitate al unui stat oarecare poate varia între minimum 3, în cazul statului Delaware, și maximum 254, în cazul statului Texas. 
În două state, Connecticut și Rhode Island, respectiv în anumite părți al unui al treilea, Massachusetts, toate trei din Noua Anglie, guvernele comitatelor au fost desființate. Ca atare, în aceste cazuri particulare, cuvântul comitat se referă strict la delimitarea regiunilor sau districtelor geografice. Astfel în Connecticut , 
Rhode Island  și anumite părți a Massachusetts  comitatele există doar pentru a desemna limita unei foste entități sub-statale, sau funcția de parc de stat (Connecticut) sau de extindere exactă a jurisdicției administrativ-teritorială (Massachusetts). În state unde guvernul local al comitatului este slab sau inexistent, guvernul orașului reprezentativ al comitatului (conform originalului, town government) poate prelua unele sau toate serviciile guvernului unui comitat. 
În multe state, comitatele sunt sub divizate în unități administrative mai mici, numite townships (care ar putea corespunde plășilor din România interbelică) și respectiv orașe (conform, towns), care pot avea alte forme de guvernare locală independente. Sediul administrației unui comitat se numește sediul comitatului conform denumirii originale din engleză county seat.
Orașele independente, respectiv districtele de recensământ sunt numite echivalente ale comitatelor (conform termenului, county equivalents) când nivelul de organizare al entității administrative este cel sub-statal, dar entitatea însăși nu este un comitat sau vreo parte a unui comitat. 
Biroul recensământului din SUA (în original, United States Census Bureau) consideră o listă care numără 3.141 de comitate sau de unități administrative echivalente comitatelor (ridicând media comitatelor la 62, aproape 63, per stat), considerând absolut toate comitatele și echivalentele comitatelor, care au denominări distincte, boroughs, parishes, orașele independente și districtele de recensământ . 
Puterea efectivă a guvernului local al unui comitat sau al unui echivalent al acestuia, tipic pentru administrațiile de sorginte anglo-saxonă, variază semnificativ de la stat la stat, aidoma relației dintre comitate și guvernele municipale încorporate sau a aceleia dintre guvernele municipale și guvernele statelor componente ale țării.

## Liste de comitate după state
| - Alabama - Alaska - Arizona - Arkansas - California - Connecticut - Colorado - Connecticut - Delaware - Florida | - Georgia - Hawaii - Idaho - Illinois - Indiana - Iowa - Kansas - Kentucky - Louisiana - Maine | - Maryland - Massachusetts - Michigan - Minnesota - Mississippi - Missouri - Montana - Nebraska - Nevada - New Hampshire | - New Jersey - New Mexico - New York - North Carolina - North Dakota - Ohio - Oklahoma - Oregon - Rhode Island - South Carolina | - South Dakota - Tennessee - Texas - Utah - Vermont - Virginia - Washington - West Virginia - Wisconsin - Wyoming |

## Număr de comitate după state
Statele din sudul și vestul mijlociu al Uniunii au tendința generală de a avea mai multe comitate decât statele vestului ori nord-estului țării. Trei dintre state, Rhode Island, Connecticut și Massachusetts au desființat unele sau toate guvernele locale ale comitatelor statelor lor. Lista de mai jos conține atât comitatele propriu-zise cât și echivalentul acestora. 
| - 254 - Texas - 159 - Georgia - 134 (95+39) - Virginia - 120 - Kentucky - 115 - Missouri - 105 - Kansas - 102 - Illinois - 100 - North Carolina - 099 - Iowa - 095 - Tennessee | - 093 - Nebraska - 092 - Indiana - 088 - Ohio - 087 - Minnesota - 083 - Michigan - 082 - Mississippi - 077 - Oklahoma - 075 - Arkansas - 072 - Wisconsin - 067 - Pennsylvania | - 067 - Florida - 067 - Alabama - 066 - South Dakota - 064 - Louisiana - 064 - Colorado - 062 - New York - 058 - California - 056 - Montana - 055 - West Virginia - 053 - North Dakota | - 046 - South Carolina - 044 - Idaho - 039 - Washington - 036 - Oregon - 033 - New Mexico - 029 - Utah - 027 - Alaska - 024 - Maryland - 023 - Wyoming - 021 - New Jersey | - 017 - Nevada - 016 - Maine - 015 - Arizona - 014 - Vermont - 014 - Massachusetts - 010 - New Hampshire - 008 - Connecticut - 005 - Rhode Island - 005 - Hawaii - 003 - Delaware |

## Alte legături interne
- Categorie:Liste de comitate din Statele Unite după stat
- Categorie:Liste de orașe din Statele Unite după stat
- Categorie:Liste de târguri din Statele Unite după stat
- Categorie:Liste de districte civile din Statele Unite după stat
- Categorie:Liste de sate din Statele Unite după stat
- Categorie:Liste de comunități desemnate pentru recensământ din Statele Unite după stat
- Categorie:Liste de comunități neîncorporate din Statele Unite după stat
- Categorie:Liste de localități dispărute din Statele Unite după stat
- Categorie:Liste de zone de teritoriu neorganizat din Statele Unite după stat